# John Carew Eccles
Pour les articles homonymes, voir Eccles.
Sir John Carew Eccles, né le 27 janvier 1903 à Melbourne, Australie et mort le 2 mai 1997 à Locarno, (Suisse), est un neurophysiologiste australien, lauréat du prix Nobel de physiologie et de médecine en 1963 pour son travail sur la synapse, prix qu'il partagea avec A.L. Hodgkin et Andrew Huxley.
Il découvrit les processus ioniques impliqués dans l'excitation ou l'inhibition des cellules nerveuses et la notion de signal post- ou présynaptique.
Ses découvertes scientifiques et leurs implications philosophiques l'amènent vers la fin de sa carrière à des travaux spéculatifs dans le domaine de la philosophie de l'esprit et du problème corps-esprit, résumés par le concept du « fantôme dans la machine » de Ryle.
En 1977, il signe avec le philosophe Karl Popper The Self and Its Brain.

## Biographie

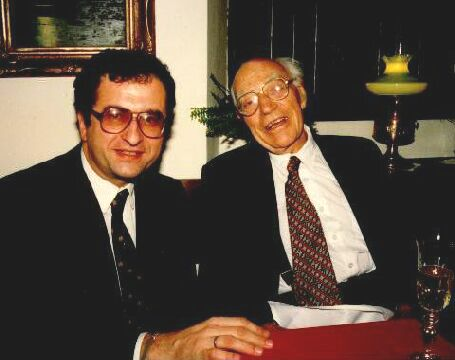
Eccles (à droite), photographié en 1993 avec le psychiatre tchèque Cyril Höschl

Eccles est né à Melbourne en Australie, où il fit ses études secondaires et universitaires. Ayant obtenu son diplôme en 1925, il se voit décerner une prestigieuse bourse d'études, la bourse Rhodes et quitte l'Australie pour compléter sa formation à l'Université d'Oxford auprès du célèbre neurophysiologiste Sherrington.
Il obtient le titre de Ph.D de l'Université d'Oxford en 1929.
En 1937, Eccles regagne l'Australie, où il travaille dans la recherche militaire pendant la Seconde Guerre mondiale. Après la guerre, il est nommé professeur à l'Université d'Otago en Nouvelle-Zélande. De 1952 à 1962 il est professeur à l'Université nationale australienne.
En 1963, il est nommé « Australien de l'année » et reçoit cette même année le Prix Nobel de physiologie ou médecine.
En 1966, il part aux États-Unis pour travailler d'abord à l'Institut de recherches biomédicales de Chicago, puis à l'Université de Buffalo de 1968 jusqu'à sa retraite en 1975, qu'il décide de passer en Suisse, se consacrant à des travaux philosophiques.
Il est devenu membre de la Royal Society le 20 mars 1941 et a été fait chevalier le 12 juin 1958.
John Carew Eccles meurt en 1997 dans la ville tessinoise de Locarno en Suisse et son épouse Helena en 2017.

## Recherches
John Eccles a défendu pendant vingt ans l'hypothèse selon laquelle les synapses communiquent par voie électrique et non par voie chimique. La volonté de prouver la validité de son hypothèse, et sa rencontre avec le philosophe des sciences Karl Popper, l'amènent à chercher à réfuter ces hypothèses. Il se rend alors compte que seule l'hypothèse chimique résiste à la réfutation et change alors publiquement de position, admettant ainsi s'être trompé pendant vingt ans; c'est ce revirement qui lui permet d'obtenir le prix Nobel de physiologie et de médecine. Cette anecdote est souvent citée comme modèle d'autocritique et d'intégrité scientifique.

## Anecdote
Eccles est à l'origine du fameux énoncé : « Le cerveau est une machine qu’un fantôme peut faire marcher » (traduction de « Brain is a machine that ghost can operate »).

## Distinctions
- Knight Bachelor

## Travaux
- (en) 1932, Reflex Activity of the Spinal Cord.
- (en) 1953, The neurophysiological basic of the mind: The principles of neurophysiology, Oxford: Clarendon.
- (en) 1957, The Physiology of Nerve Cells.
- (en) 1964, The Physiology of Synapses.
- (en) 1965, The brain and the unity of conscious experience, London: Cambridge University Press.
- (en) 1969, The Inhibitory Pathways of the Central Nervous System.
- (en) 1970, Facing reality: Philosophical Adventures by a Brain Scientist, Berlin: Springer.
- (en) 1973, The Understanding of the Brain.
- (en) 1977, The Self and Its Brain, with Karl Popper, Berlin: Springer.
- (en) 1979, The human mystery, Berlin: Springer.
- (en) 1980, The Human Psyche.
- (en) 1984, The Wonder of Being Human - Our Brain & Our Mind, with Daniel N. Robinson (en), New York, Free Press.
- (en) 1985, Mind and Brain: The Many-Faceted Problems, (Editor), New York : Paragon House.

Traduits en français :
- 1989, Evolution du cerveau et création de la conscience : à la recherche de la vraie nature de l'homme [« Evolution Of The Brain : Creation Of The Self »] (trad. de l'anglais), Paris, Flammarion, coll. « Champs », 15 juillet 1994, 368 p. (ISBN 978-2-08-081294-0 et 2080812947)
- 1994, Comment la conscience contrôle le cerveau [« How the Self Controls Its Brain »], Paris, Fayard, coll. « Le temps des sciences », 19 février 1997, 255 p. (ISBN 978-2-213-59766-9)